# Remízids
Els remízids (Remizidae) són una família de petites aus de l'ordre dels Passeriformes relacionada amb la dels pàrids (Paridae). Totes les espècies excepte Auriparus flaviceps i Cephalopyrus flammiceps fan nius globulars, molt elaborats que pengen dels arbres, generalment sobre l'aigua. L'única espècie que habita als Països Catalans és el teixidor (Remiz pendulinus).

## Morfologia
- Ocells molt petits que fan 7,5 – 11 cm de llargària.
- Semblants als pàrids amb un bec molt més fi i agut.
- Ales curtes i arrodonides.
- Els colors típics d'aquesta família són el gris pàl·lid, groc i blanc, malgrat que el teixidor té marques negres i marrons i altres espècies grogues o roges brillants (Perrins 2003).

## Hàbitat i distribució
La major part viuen en camp obert amb arbres o arbusts, des del desert fins als pantans o boscos. Passen la major part de l'any vivint en petites bandades (Perrins 2003).
Els remízids viuen en Euràsia, Àfrica i Amèrica del Nord. El gènere Remiz és gairebé exclusiu d'Euràsia, habitant discontínuament des de Portugal i l'extrem septentrional del Marroc a través de Sibèria fins al Japó. El gènere amb més espècies, Anthoscopus, habita l'Àfrica subsahariana, des del Sahel africà fins a Àfrica del Sud. El monotípic gènere Auriparus viu a les zones àrides del sud-oest dels EUA i nord de Mèxic. El també monotípic gènere Cephalopyrus viu a l'Àsia meridional i sud-est asiàtic. Diverses espècies d'Àsia i Europa són migratòries, mentre les africanes i l'americana són sedentàries. En alguns indrets de la seva distribució el teixidor (Remiz pendulinus) es desplaça cap al sud en hivern mentre en altres roman prop del mateix lloc tot l'any. Al contrari, Cephalopyrus flammiceps i Remiz consobrinus fan desplaçaments de larga distància.

## Alimentació
La major part de la dieta la formen els insectes dels quals són recollidors actius. El seu llarg i agut bec és emprat per sondejar esquerdes i obrir forats per tal d'obtenir la presa. En algunes èpoques de l'any també poden consumir nèctar, llavors i fruites.

## Reproducció
El nom comú de teixidor fa referència a la gran habilitat d'aquests moixons per construir complicats nius. Aquestes construccions teixides amb teranyines i llana i pèls d'animals, així com plantes de tacte suau, les fan suspeses de branques d'arbres. Els nius de les espècies africanes del gènere Anthoscopus és encara més complicat que els eurasiàtics, amb una entrada falsa sobre la qual es troba l'autèntica, amb un penjoll que el mascle obri per entrar i tanca darrere d'ell amb l'ajuda de teranyines apegaloses. Entre les altres espècies de la família, Auriparus flaviceps fa un niu abovedat amb rametes espinoses i Cephalopyrus flammiceps nida en forats als arbres.Ponen ous blancs amb taques roges en algunes de les espècies. Els ous d'Auriparus flaviceps és blau verdós, tacat de roig. Coven 13 - 14 dies i els pollets alcen el vol als aproximadament 18 dies

## Taxonomia
Aquesta família s'ha inclòs com la subfamília dels remizins (Remizinae) dins la família del pàrids (Paridae) amb la que està molt relacionada. Alguns autors han inclòs dins aquesta família el controvertit gènere Pholidornis, que també s'ha inclòs als nectarínids (Nectariniidae), estríldids (Estrildidae) i melifàgids (Meliphagidae), mentre el Congrés Ornitològic Internacional l'inclou als cètids (Cettidae). En aquesta darrera classificació s'inclouen 3 gèneres amb 11 espècies:
- Gènere Remiz, amb 4 espècies.
- Gènere Anthoscopus, amb 6 espècies.
- Gènere Auriparus, amb una espècie: teixidor capgroc (Auriparus flaviceps).